# Mateusz Cierniak
Mateusz Cierniak (ur. 3 października 2002) – polski żużlowiec.
Syn Mirosława Cierniaka – również żużlowca.

## Życiorys
Licencję żużlową „Ż”, uprawniającą do startów we wszystkich rozgrywkach żużlowych, zdobył 30 marca 2018 w Grudziądzu.
W meczu ligowym zadebiutował 7 października 2018, podczas barażowego spotkania o wejście do I ligi pomiędzy MDM Komputery TŻ Ostrovią Ostrów Wielkopolski a Euro Finannce Polonią Piła, w którym zdobył w czterech biegach 9 punktów i 3 bonusy. W latach 2019–2020 startował w barwach klubu Unia Tarnów, a od 2021 reprezentuje ekstraligowy klub Motor Lublin.
W latach 2019, 2020 oraz 2021 członek kadry narodowej (w grupie U-19).
W rozgrywkach żużlowych zdobył następujące medale:
- Drużynowe Mistrzostwa Europy Juniorów na Żużlu 2019 (DMEJ) – złoty medal[11]
- Drużynowe Mistrzostwa Europy Juniorów na Żużlu 2020 (DMEJ) – złoty medal[12]
- Mistrzostwa Europy Par na Żużlu 2020 (MEP) – złoty medal[13]
- Puchar Europy Par U-19 na Żużlu 2020 (PEPJ) – brązowy medal[14]
- Turniej o Złoty Kask 2025 (ZK) – srebrny medal
- Turniej o Brązowy Kask 2020 (BK) – złoty medal[15]
- Turniej o Brązowy Kask 2021 (BK) – złoty medal[16]
- Mistrzostwa Europy Par Juniorów na Żużlu 2021 (MEPJ) – srebrny medal[17]
- Drużynowe mistrzostwa Polski na żużlu 2021 (DMP) - srebrny medal[18]
- Drużynowe mistrzostwa Polski na żużlu 2022 (DMP) - złoty medal[19]
- Indywidualny Mistrz Świata Juniorów 2022 (IMŚJ) - złoty medal[20]